# Autopista AP-4

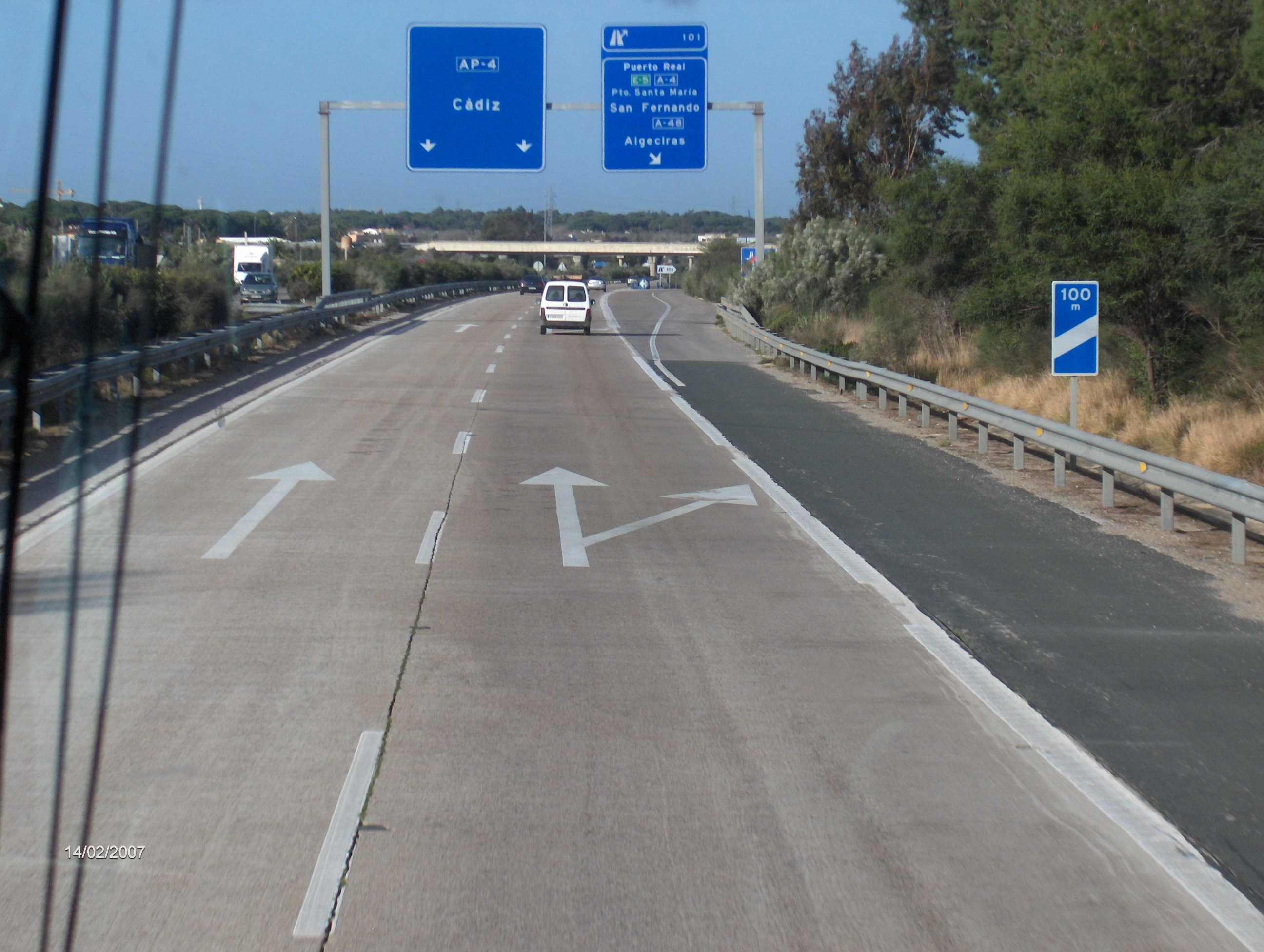
L'autostrada AP-4 nei pressi di Cadice

L'autopista AP-4, chiamata anche autopista del Sur, è un'autostrada della Spagna che unisce le città di Siviglia e Cadice in Andalusia. L'autostrada costituisce il tratto a pagamento parallelo all'autovía A-4, ed ha inizio al km 560 di quest'ultima (località di Dos Hermanas, a sud di Siviglia), per sfociare nella N-443 all'ingresso della baia di Cadice, e precisamente nei pressi di Puerto Real.

## Percorso
|  |  |

|  |  |